# Vuur & vlam
Vuur & vlam is een Nederlandse dramafilm uit 2024 geregisseerd door Erwin van den Eshof. De film ging op 25 oktober 2024 in première op streamingdienst Prime Video.

## Verhaal
De film volgt de kieskeurige single Evi, die nog herstellende is van de breuk met haar ex Bo. Mede door die breuk is Evi extreem kieskeurig geworden en heeft ze aan één blik genoeg om te ontdekken, op basis van vooroordelen, waarom potentieel date-materiaal niet voor een match zal gaan zorgen. Wanneer Evi met haar beste vriendin als verrassing uiteten gaan in een penthouse restaurant, wordt Evi daar verrast met een speeddate avond. Evi doet hier vervolgens met tegenzin aan mee, de sfeer slaat echter al snel om wanneer er een brand in de hoge toren uitbreekt.

## Rolverdeling
| acteur                    | personage |
| ------------------------- | --------- |
| Bo Maerten                | Evi       |
| Alkan Çöklü               | Vince     |
| Nochtli Peralta Alvarez   | Noa       |
| Juvat Westendorp          | Dom       |
| Sophie Bouquet            | Merel     |
| Esmee Joanna van Oostende | Fiene     |
| Birgit Schuurman          | Marjolein |
| Donny Ronny               | Remco     |
| Tom van Kessel            | Bo        |
| Robbert Bleij             | Bram      |
| Diego González-Clark      | Isaac     |
| Yasmin Blake              | Saskia    |
| Sterre Koning             | Madelief  |
| Gaby Blaaser              | Gia       |
| Janice Blok               | Babs      |
| Shane Redondo             | Lex       |
| Lisa Morrell              | Nyara     |
| July Janssen              | Justine   |
| Amy Galata                | Dian      |
| Sytse Faber               | Ivo       |

## Achtergrond
De film werd in mei 2024, tijdens de eerste editie van het Prime Video Presents Nederland evenement, officieel aangekondigd. De film werd geregisseerd door Erwin van den Eshof. Het scenario van de film werd geschreven door Paul de Vrijer. Belangrijke rollen in de film zijn onder anderen weggelegd voor Bo Maerten, Alkan Çöklü, Gaby Blaaser en Juvat Westendorp.
Op 1 oktober 2024 werden de eerste bewegende beelden in de vorm van een trailer gedeeld. Vuur & vlam ging vervolgens op 25 oktober 2024 exclusief in première op streamingdienst Prime Video.